# かつらぎ (俳句結社)
かつらぎは、1928年（昭和3年）に阿波野青畝が設立した高浜虚子を師系とする俳句結社である。翌年の1929年（昭和4年）1月より奈良県で、俳句誌『かつらぎ』を創刊し、2013年（平成25年）4月号で創刊1000号刊行、2019年（令和元年）が創刊90年であった。2024年（令和6年）には、創刊95周年を迎えることになる。

## 概要
高浜虚子・阿波野青畝を師系とする俳句結社である。公益社団法人俳人協会の賛助会員。
公式ウェブサイトの案内では、「季節現象を17音という俳句の形式で詠んでゆくのはとても楽しいことです。われわれの『かつらぎ』は心にひびく写生をモットーに、ものの本質をとらえる高度の写生で、伝統俳句の新しみをめざしています。」という方針が記載されている。

## 歴代主宰
※年は主宰在任期間。
- 初代：阿波野青畝（1929年 - 1989年）[8]
- 二代：森田峠（1990年 -2013年）[9]
- 三代：森田純一郎（2013年 -  ）経歴[10]。公益社団法人俳人協会理事[11]　関西支部長[12]。句集「マンハッタン」「祖国」「旅懐」

## おもな関係者
- 下村梅子
- 平田冬か 副主宰
- 村手圭子 副主宰

## 行事
公益社団法人俳人協会公式ＨＰによれば主な行事・活動は以下のとおりである。
- 月刊俳誌かつらぎ：毎月1日発行、約700部、投句者約450名
- かつらぎ友の会
- 秋季通信句会：年1回
- 総会及び俳句会：年1回
- ZOOM句会：毎月第1土曜日17時